# Casa de José García Álvaro
La Casa de José García Álvaro, comúnmente denominada Casa El Acueducto es un edificio modernista de la ciudad española de Melilla. Está situado en la esquina que forman la avenida de los Reyes Católicos y la calle García Cabrelles, del Ensanche Modernista, y forma parte del Conjunto Histórico Artístico de la Ciudad de Melilla, un Bien de Interés Cultural.

## Historia
Fue construido entre 1928 y 1930 por Pedro Martínez según proyecto del arquitecto Enrique Nieto de marzo de 1928 para José García Álvaro, propietario de la tienda de ropa El Acueducto.

## Descripción
Consta de planta baja, entreplanta, y tres plantas más, además de los cuartos retranqueados de la azotea. Está construido con paredes de mampostería de piedra local y ladrillo macizo para los muros y vigas de hierro, y bovedillas de ladrillo macizo para los techos. En él destacan sus fachadas, con las balconadas corridas con balaustradas en la primera planta y los balcones de las siguientes, con rejerías no muy ornamentales, las curiosas molduras sobre el dintel de las ventanas y las pilastras que limitan los paños de las fachadas y finalizan en vasos de coronamiento.

## Plaza Comandante Benítez
Existía un pontón para cruzar el cauce antes de 1900, en enero de 1931 se pavimentó, y en los años 30 se instaló una farola que fue derribada el 4 de febrero de 1955.